# Disney's Extreme Skate Adventure
Disney's Extreme Skate Adventure is een sportspel uit 2003, uitgegeven door Toys for Bob.  Het gebruikt dezelfde engine als Tony Hawk's Pro Skater 4 van NeverSoft en bevat personages uit Toy Story, The Lion King en Tarzan.

## Gameplay
De gameplay lijkt op die van de Tony Hawk's-serie waarin spelers door levels moeten skaten en verschillende stunts moeten uitvoeren met personages van  Toy Story, Tarzan en The Lion King, of met een zelfontworpen menselijke skater. Er zijn drie hoofdmodi: avontuur, vrij spelen en wedstrijd. In de avontuurmodus moeten de skaters in hun eigen wereld meedoen in skate-uitdagingen. Daarin zitten ze alleen in hun eigen wereld. De menselijke skater kan zich tussen de werelden verplaatsen. In 'vrij spelen' kunnen de skaters skaten in elk van hun eigen werelden, maar niet meedoen aan de uitdagingen. De menselijke skater kan nog steeds in elke wereld skaten. In wedstrijdmodus kunnen twee spelers met elke skater in elke wereld skaten en meedoen in skatespelletjes.

## Skaters
Voor de menselijke skaters in het spel heeft Activision echte kinderen gecast. De zogenaamde "Extreme Skate Crew" bestaat uit tien speelbare skaters die gebaseerd zijn op echte kinderen. Dit is de eerste keer dat Activision echte kinderen voor personages uit een spel heeft gebruikt. Activision heeft landelijke castingoproepen gehouden in maart 2003 om kinderen tussen 6 en 14 jaar te vinden voor speelbare personages uit het spel. De castings werden gehouden op skatebanen in San Diego, Denver en Philadelphia. Videobeelden van de deelnemers worden afgespeeld in de intro van het spel en kunnen worden bekeken bij de "Extra's".
Kinderen konden ook meedoen met de zoektocht door foto's of video's van zichzelf in te sturen. Om de kinderen nog meer te betrekken bij de ontwikkeling van het spel had Activision een speciale website gemaakt, waarop de informatie stond van die tien kinderen zodat hun familie, vrienden, en de rest van de bezoekers konden stemmen voor de top twee 'Supersterren' tijdens maart 2003. Deze 'supersterren' werden leden van de "Extreme Skate Crew" en verschijnen op het skaterspodium aan het begin van het spel, samen met de filmpersonages. Hun namen en statistieken zijn daar ook zichtbaar. De gekozen kinderen heten Ryan en Mallie Ann.
In elke wereld heeft elke skater 25 voorwerpen die uniek zijn voor elke skater. Alle mensen moeten echter medaillons verzamelen.